# Павловка (Баевский район)
Павловка — село в Баевском районе Алтайского края России. Входит в состав Нижнечуманского сельсовета.

## География
Село находится в северо-западной части Алтайского края, в лесостепной приобской зоне, на расстоянии примерно 23 километров (по прямой) к западу-юго-западу (WSW) от села Баево, административного центра района. Климат резко континентальный, средняя температура +6, количество осадков за год в среднем 312 мм.

## История
Посёлок Павловский (Плосский) был основан а 1909 году. В 1928 году в посёлуке функционировала школа, имелось 89 хозяйств, проживало 467 человек (в основном — украинцы). В административном отношении Павловский являлся центром сельсовета Баевского района Каменского округа Сибирского края.

## Население
| 1926 | 1997 | 1998 | 1999 | 2000 | 2001 | 2002 |
| ---- | ---- | ---- | ---- | ---- | ---- | ---- |
| 467  | ↘204 | ↘196 | ↘179 | ↘175 | →175 | ↘167 |
| 2003 | 2004 | 2005 | 2006 | 2007 | 2008 | 2009 |
| ↘159 | ↘151 | ↘143 | ↘140 | ↘132 | ↘121 | ↘88  |
| 2010 | 2011 | 2012 | 2013 |      |      |      |
| ↗90  | →90  | ↘67  | ↘63  |      |      |      |

Согласно результатам переписи 2002 года, в национальной структуре населения русские составляли 89 %.

## Улицы
Уличная сеть села состоит из 2 улиц:
- ул. Ленина
- ул. Пушкина